# Herminio Bolaextra
Herminio Bolaextra es una serie española de historieta creada por el artista Mauro Entrialgo en 1987. 
Apareció por primera vez en la revista TMEO, en la que ocupaba media página bimestral desde su creación. También ha sido publicado en la revista Makoki (2ª época) y ha dado pie a varias recopilaciones y álbumes, así como una obra de teatro. Su última recopilación, Medio a medias, se adapta al formato de media página, asemejándose así a las de tiras de Mafalda y a las de Carlitos.

## Argumento y personajes
Herminio Bolaextra trabaja como redactor de poca monta en el periódico amarillista El Caos. El mote que tiene es porque tiene tres cojones. Siempre viste con un sombrero y una gabardina roja. Es adicto al Ricard, y personaje de vida insana, un gamberro y un canalla. 
Con su compañero de trabajo, Miguelito, se pasa la noche de jarana, yendo de bar en bar entre excesos, alcohol y drogas, soltando exabruptos a cualquier alma cándida que se le ponga a tiro.
Otros personajes habituales son:
Ocaña, gris y de pocas luces, que es otro compañero de trabajo de Herminio; El Lonchas, camello de Herminio; Josefa, la sufrida hermana de Herminio.

## Álbumes
- Herminio Bolaextra. 1993, (Ezten Kultur Taldea)
- Siempre en forma: Herminio Bolaextra 2. 2001, (Ezten Kultur Taldea)
- Cómo convertirse en un hijo de puta (la enciclopedia del mundo de Herminio Bolaextra). 2004, (Astiberri)
- El reportero de los tres huevos. 2006, (Ezten Kultur Taldea) (Recopilatorio de los dos primeros álbumes)
- Medio a medias. 2010, (Ezten Kultur Taldea) (Recopilatorio)

## Teatro
- Herminio y Miguelito. Estrenada en 1994 por la compañía Sobradún con dirección de Eloi Beato.
- Herminio y Miguelito. 1999, (La Factoría de Ideas), texto íntegro de la obra original.